# Lijst van administratieve eenheden in Hanoi
Deze lijst bevat een overzicht van administratieve eenheden in Hanoi (Vietnam).
De stad Hanoi is de hoofdstad van Vietnam. De oppervlakte van Hanoi is ongeveer 3344,7 km² en telt ruim 6.232.940 inwoners. Het is na Ho Chi Minhstad de grootste stad van Vietnam. Hanoi is onderverdeeld in achttien huyện, tien quận en één thị xã.

## Huyện

### HuyệnBa Vì
- Thị trấn Tây Đằng
- Xã Ba Trại
- Xã Ba Vì
- Xã Cẩm Lĩnh
- Xã Cam Thượng
- Xã Châu Sơn
- Xã Chu Minh
- Xã Cổ Đô
- Xã Đông Quang
- Xã Đồng Thái
- Xã Khánh Thượng
- Xã Minh Châu
- Xã Minh Quang
- Xã Phong Vân
- Xã Phú Châu
- Xã Phú Cường
- Xã Phú Đông
- Xã Phú Phương
- Xã Phú Sơn
- Xã Sơn Đà
- Xã Tản Hồng
- Xã Tản Lĩnh
- Xã Thái Hòa
- Xã Thuần Mỹ
- Xã Thụy An
- Xã Tiên Phong
- Xã Tòng Bạt
- Xã Vân Hòa
- Xã Vạn Thắng
- Xã Vật Lại
- Xã Yên Bài

### HuyệnChương Mỹ
- Thị trấn Chúc Sơn
- Thị trấn Xuân Mai
- Xã Đại Yên
- Xã Đồng Lạc
- Xã Đồng Phú
- Xã Đông Phương Yên
- Xã Đông Sơn
- Xã Hòa Chính
- Xã Hoàng Diệu
- Xã Hoàng Văn Thụ
- Xã Hồng Phong
- Xã Hợp Đồng
- Xã Hữu Văn
- Xã Lam Điền
- Xã Mỹ Lương
- Xã Nam Phương Tiến
- Xã Ngọc Hòa
- Xã Phú Nam An
- Xã Phú Nghĩa
- Xã Phụng Châu
- Xã Quảng Bị
- Xã Tân Tiến
- Xã Thanh Bình
- Xã Thượng Vực
- Xã Thụy Hương
- Xã Thủy Xuân Tiên
- Xã Tiên Phương
- Xã Tốt Động
- Xã Trần Phú
- Xã Trung Hòa
- Xã Trường Yên
- Xã Văn Võ

### HuyệnĐan Phượng
- Thị trấn Phùng
- Xã Đan Phượng
- Xã Đồng Tháp (xã)
- Xã Hạ Mỗ
- Xã Hồng Hà
- Xã Liên Hà
- Xã Liên Hồng
- Xã Liên Trung
- Xã Phương Đình
- Xã Song Phượng
- Xã Tân Hội
- Xã Tân Lập
- Xã Thọ An
- Xã Thọ Xuân
- Xã Thượng Mỗ
- Xã Trung Châu

### HuyệnĐông Anh
- Thị trấn Đông Anh
- Xã Bắc Hồng
- Xã Cổ Loa
- Xã Đại Mạch
- Xã Đông Hội
- Xã Dục Tú
- Xã Hải Bối
- Xã Kim Chung
- Xã Kim Nỗ
- Xã Liên Hà
- Xã Mai Lâm
- Xã Nam Hồng
- Xã Nguyên Khê
- Xã Tầm Xá
- Xã Thụy Lâm
- Xã Tiên Dương
- Xã Uy Nỗ
- Xã Vân Hà
- Xã Vân Nội
- Xã Việt Hùng
- Xã Vĩnh Ngọc
- Xã Võng La
- Xã Xuân Canh
- Xã Xuân Nộn

### HuyệnGia Lâm
- Thị trấn Trâu Quỳ
- Thị trấn Yên Viên
- Xã Bát Tràng
- Xã Cổ Bi
- Xã Đa Tốn
- Xã Đặng Xá
- Xã Đình Xuyên
- Xã Đông Dư
- Xã Dương Hà
- Xã Dương Quang
- Xã Dương Xá
- Xã Kiêu Kỵ
- Xã Kim Lan
- Xã Kim Sơn
- Xã Lệ Chi
- Xã Ninh Hiệp
- Xã Phù Đổng
- Xã Phú Thị
- Xã Trung Mầu
- Xã Văn Đức
- Xã Yên Thường
- Xã Yên Viên

### HuyệnHoài Đức
- Thị trấn Trạm Trôi
- Xã An Khánh
- Xã An Thượng
- Xã Cát Quế
- Xã Đắc Sở
- Xã Di Trạch
- Xã Đông La
- Xã Đức Giang
- Xã Đức Thượng
- Xã Dương Liễu
- Xã Kim Chung
- Xã La Phù
- Xã Lại Yên
- Xã Minh Khai
- Xã Sơn Đồng
- Xã Song Phương
- Xã Tiền Yên
- Xã Vân Canh
- Xã Vân Côn
- Xã Yên Sở

### HuyệnMê Linh
- Thị trấn Chi Đông
- Thị trấn Quang Minh
- Xã Chu Phan
- Xã Đại Thịnh
- Xã Hoàng Kim
- Xã Kim Hoa
- Xã Liên Mạc
- Xã Mê Linh
- Xã Tam Đồng
- Xã Thạch Đà
- Xã Thanh Lâm
- Xã Tiền Phong
- Xã Tiến Thắng
- Xã Tiến Thịnh
- Xã Tráng Việt
- Xã Tự Lập
- Xã Văn Khê
- Xã Vạn Yên

### HuyệnMỹ Đức
- Thị trấn Đại Nghĩa
- Xã An Mỹ
- Xã An Phú
- Xã An Tiến
- Xã Bột Xuyên
- Xã Đại Hưng
- Xã Đốc Tín
- Xã Đồng Tâm
- Xã Hồng Sơn
- Xã Hợp Thanh
- Xã Hợp Tiến
- Xã Hùng Tiến
- Xã Hương Sơn
- Xã Lê Thanh
- Xã Mỹ Thành
- Xã Phù Lưu Tế
- Xã Phúc Lâm
- Xã Phùng Xá
- Xã Thượng Lâm
- Xã Tuy Lai
- Xã Vạn Kim
- Xã Xuy Xá

### HuyệnPhú Xuyên
- Thị trấn Phú Minh
- Thị trấn Phú Xuyên
- Xã Bạch Hạ
- Xã Châu Can
- Xã Chuyên Mỹ
- Xã Đại Thắng
- Xã Đại Xuyên
- Xã Hoàng Long
- Xã Hồng Minh
- Xã Hồng Thái
- Xã Khai Thái
- Xã Minh Tân
- Xã Nam Phong
- Xã Nam Triều
- Xã Phú Túc
- Xã Phú Yên
- Xã Phúc Tiến
- Xã Phượng Dực
- Xã Quang Lãng
- Xã Quang Trung
- Xã Sơn Hà
- Xã Tân Dân
- Xã Thụy Phú
- Xã Tri Thủy
- Xã Tri Trung
- Xã Văn Hoàng
- Xã Văn Nhân
- Xã Vân Từ

### HuyệnPhúc Thọ
- Thị trấn Phúc Thọ
- Xã Cẩm Đình
- Xã Hát Môn
- Xã Hiệp Thuận
- Xã Liên Hiệp
- Xã Long Xuyên
- Xã Ngọc Tảo
- Xã Phúc Hòa
- Xã Phụng Thượng
- Xã Phương Độ
- Xã Sen Chiểu
- Xã Tam Hiệp
- Xã Tam Thuấn
- Xã Thanh Đa
- Xã Thọ Lộc
- Xã Thượng Cốc
- Xã Tích Giang
- Xã Trạch Mỹ Lộc
- Xã Vân Hà
- Xã Vân Nam
- Xã Vân Phúc
- Xã Võng Xuyên
- Xã Xuân Phú

### HuyệnQuốc Oai
- Thị trấn Quốc Oai
- Xã Cấn Hữu
- Xã Cộng Hòa
- Xã Đại Thành
- Xã Đồng Quang
- Xã Đông Xuân
- Xã Đông Yên
- Xã Hòa Thạch
- Xã Liệp Tuyết
- Xã Nghĩa Hương
- Xã Ngọc Liệp
- Xã Ngọc Mỹ
- Xã Phú Cát
- Xã Phú Mãn
- Xã Phượng Cách
- Xã Sài Sơn
- Xã Tân Hòa
- Xã Tân Phú
- Xã Thạch Thán
- Xã Tuyết Nghĩa
- Xã Yên Sơn

### HuyệnSóc Sơn
- Thị trấn Sóc Sơn
- Xã Bắc Phú
- Xã Bắc Sơn
- Xã Đông Xuân
- Xã Đức Hoà
- Xã Hiền Ninh
- Xã Hồng Kỳ
- Xã Kim Lũ
- Xã Mai Đình
- Xã Minh Phú
- Xã Minh Trí
- Xã Nam Sơn
- Xã Phú Cường
- Xã Phù Linh
- Xã Phù Lỗ
- Xã Phú Minh
- Xã Quang Tiến
- Xã Tân Dân
- Xã Tân Hưng
- Xã Tân Minh
- Xã Thanh Xuân
- Xã Tiên Dược
- Xã Trung Giã
- Xã Việt Long
- Xã Xuân Giang
- Xã Xuân Thu

### HuyệnThạch Thất
- Thị trấn Liên Quan
- Xã Bình Phú
- Xã Bình Yên
- Xã Cẩm Yên
- Xã Cần Kiệm
- Xã Canh Nậu
- Xã Chàng Sơn
- Xã Đại Đồng
- Xã Dị Nậu
- Xã Đồng Trúc
- Xã Hạ Bằng
- Xã Hương Ngải
- Xã Hữu Bằng
- Xã Kim Quan
- Xã Lại Thượng
- Xã Phú Kim
- Xã Phùng Xá
- Xã Tân Xã
- Xã Thạch Hòa
- Xã Thạch Xá
- Xã Tiến Xuân
- Xã Yên Bình
- Xã Yên Trung

### HuyệnThanh Oai
- Thị trấn Kim Bài
- Xã Bích Hòa
- Xã Bình Minh
- Xã Cao Dương
- Xã Cao Viên
- Xã Cự Khê
- Xã Dân Hòa
- Xã Đỗ Động
- Xã Hồng Dương
- Xã Kim An
- Xã Kim Thư
- Xã Liên Châu
- Xã Mỹ Hưng
- Xã Phương Trung
- Xã Tam Hưng
- Xã Tân Ước
- Xã Thanh Cao
- Xã Thanh Mai
- Xã Thanh Thùy
- Xã Thanh Văn
- Xã Xuân Dương

### HuyệnThanh Trì
- Thị trấn Văn Điển
- Xã Đại áng
- Xã Đông Mỹ
- Xã Duyên Hà
- Xã Hữu Hoà
- Xã Liên Ninh
- Xã Ngọc Hồi
- Xã Ngũ Hiệp
- Xã Tả Thanh Oai
- Xã Tam Hiệp
- Xã Tân Triều
- Xã Thanh Liệt
- Xã Tứ Hiệp
- Xã Vạn Phúc
- Xã Vĩnh Quỳnh
- Xã Yên Mỹ

### HuyệnThường Tín
- Thị trấn Thường Tín
- Xã Chương Dương
- Xã Dũng Tiến
- Xã Duyên Thái
- Xã Hà Hồi
- Xã Hiền Giang
- Xã Hòa Bình
- Xã Hồng Vân
- Xã Khánh Hà
- Xã Lê Lợi
- Xã Liên Phương
- Xã Minh Cường
- Xã Nghiêm Xuyên
- Xã Nguyễn Trãi
- Xã Nhị Khê
- Xã Ninh Sở
- Xã Quất Động
- Xã Tân Minh
- Xã Thắng Lợi
- Xã Thống Nhất
- Xã Thư Phú
- Xã Tiền Phong
- Xã Tô Hiệu
- Xã Tự Nhiên
- Xã Văn Bình
- Xã Vạn Điểm
- Xã Văn Phú
- Xã Vân Tảo
- Xã Văn Tự

### HuyệnTừ Liêm
- Thị trấn Cầu Diễn
- Xã Cổ Nhuế
- Xã Đại Mỗ
- Xã Đông Ngạc
- Xã Liên Mạc
- Xã Mễ Trì
- Xã Minh Khai
- Xã Mỹ Đình
- Xã Phú Diễn
- Xã Tây Mỗ
- Xã Tây Tựu
- Xã Thượng Cát
- Xã Thuỵ Phương
- Xã Trung Văn
- Xã Xuân Đỉnh
- Xã Xuân Phương

### Huyệnứng Hòa
- Thị trấn Vân Đình
- Xã Cao Thành
- Xã Đại Cường
- Xã Đại Hùng
- Xã Đội Bình
- Xã Đông Lỗ
- Xã Đồng Tân
- Xã Đồng Tiến
- Xã Hòa Lâm
- Xã Hòa Nam
- Xã Hòa Phú
- Xã Hoa Sơn
- Xã Hòa Xá
- Xã Hồng Quang
- Xã Kim Đường
- Xã Liên Bạt
- Xã Lưu Hoàng
- Xã Minh Đức
- Xã Phù Lưu
- Xã Phương Tú
- Xã Quảng Phú Cầu
- Xã Sơn Công
- Xã Tảo Dương Văn
- Xã Trầm Lộng
- Xã Trung Tú
- Xã Trường Thịnh
- Xã Vạn Thái
- Xã Viên An
- Xã Viên Nội

## Quận

### QuậnBa Đình
- Phường Cống Vị
- Phường Điện Biên
- Phường Đội Cấn
- Phường Giảng Võ
- Phường Kim Mã
- Phường Liễu Giai
- Phường Ngọc Hà
- Phường Ngọc Khánh
- Phường Nguyễn Trung Trực
- Phường Phúc Xá
- Phường Quán Thánh
- Phường Thành Công
- Phường Trúc Bạch
- Phường Vĩnh Phúc

### QuậnCầu Giấy
- Phường Dịch Vọng
- Phường Dịch Vọng Hậu
- Phường Mai Dịch
- Phường Nghĩa Đô
- Phường Nghĩa Tân
- Phường Quan Hoa
- Phường Trung Hoà
- Phường Yên Hòa

### QuậnĐống Đa
- Phường Cát Linh
- Phường Hàng Bột
- Phường Khâm Thiên
- Phường Khương Thượng
- Phường Kim Liên
- Phường Láng Hạ
- Phường Láng Thượng
- Phường Nam Đồng
- Phường Ngã Tư Sở
- Phường Ô Chợ Dừa
- Phường Phương Liên
- Phường Phương Mai
- Phường Quang Trung
- Phường Quốc Tử Giám
- Phường Thịnh Quang
- Phường Thổ Quan
- Phường Trung Liệt
- Phường Trung Phụng
- Phường Trung Tự
- Phường Văn Chương
- Phường Văn Miếu

### QuậnHà Đông
- Phường Biên Giang
- Phường Dương Nội
- Phường Hà Cầu
- Phường Kiến Hưng
- Phường Mộ Lao
- Phường Nguyễn Trãi
- Phường Phú La
- Phường Phú Lãm
- Phường Phú Lương
- Phường Phúc La
- Phường Quang Trung
- Phường Vạn Phúc
- Phường Văn Quán
- Phường Yên Nghĩa
- Phường Yết Kiêu
- Xã Đồng Mai
- Xã La Khê

### QuậnHai Bà Trưng
- Phường Bạch Đằng
- Phường Bách Khoa
- Phường Bạch Mai
- Phường Bùi Thị Xuân
- Phường Cầu Dền
- Phường Đống Mác
- Phường Đồng Nhân
- Phường Đồng Tâm
- Phường Lê Đại Hành
- Phường Minh Khai
- Phường Ngô Thì Nhậm
- Phường Nguyễn Du
- Phường Phạm Đình Hồ
- Phường Phố Huế
- Phường Quỳnh Lôi
- Phường Quỳnh Mai
- Phường Thanh Lương
- Phường Thanh Nhàn
- Phường Trương Định
- Phường Vĩnh Tuy

### QuậnHoàn Kiếm
- Phường Chương Dương Độ
- Phường Cửa Đông
- Phường Cửa Nam
- Phường Đồng Xuân
- Phường Hàng Bạc
- Phường Hàng Bài
- Phường Hàng Bồ
- Phường Hàng Bông
- Phường Hàng Buồm
- Phường Hàng Đào
- Phường Hàng Gai
- Phường Hàng Mã
- Phường Hàng Trống
- Phường Lý Thái Tổ
- Phường Phan Chu Trinh
- Phường Phúc Tân
- Phường Trần Hưng Đạo
- Phường Tràng Tiền

### QuậnHoàng Mai
- Phường Đại Kim
- Phường Định Công
- Phường Giáp Bát
- Phường Hoàng Liệt
- Phường Hoàng Văn Thụ
- Phường Lĩnh Nam
- Phường Mai Động
- Phường Tân Mai
- Phường Thanh Trì
- Phường Thịnh Liệt
- Phường Trần Phú
- Phường Tương Mai
- Phường Vĩnh Hưng
- Phường Yên Sở

### QuậnLong Biên
- Phường Bồ Đề
- Phường Cự Khối
- Phường Đức Giang
- Phường Gia Thuỵ
- Phường Giang Biên
- Phường Long Biên
- Phường Ngọc Lâm
- Phường Ngọc Thụy
- Phường Phúc Đồng
- Phường Phúc Lợi
- Phường Sài Đồng
- Phường Thạch Bàn
- Phường Thượng Thanh
- Phường Việt Hưng

### QuậnTây Hồ
- Phường Bưởi
- Phường Nhật Tân
- Phường Phú Thượng
- Phường Quảng An
- Phường Thuỵ Khuê
- Phường Tứ Liên
- Phường Xuân La
- Phường Yên Phụ

### QuậnThanh Xuân
- Phường Hạ Đình
- Phường Khương Đình
- Phường Khương Mai
- Phường Khương Trung
- Phường Kim Giang
- Phường Nhân Chính
- Phường Phương Liệt
- Phường Thanh Xuân Bắc
- Phường Thanh Xuân Nam
- Phường Thanh Xuân Trung
- Phường Thượng Đình

## Thị xã

### Thị xãSơn Tây
- Phường Lê Lợi
- Phường Ngô Quyền
- Phường Phú Thịnh
- Phường Quang Trung
- Phường Sơn Lộc
- Phường Trung Hưng
- Phường Trung Sơn Trầm
- Phường Viên Sơn
- Phường Xuân Khanh
- Xã Cổ Đông
- Xã Đường Lâm
- Xã Kim Sơn
- Xã Sơn Động
- Xã Thanh Mỹ
- Xã Xuân Sơn